# Dorfkirche Dessau

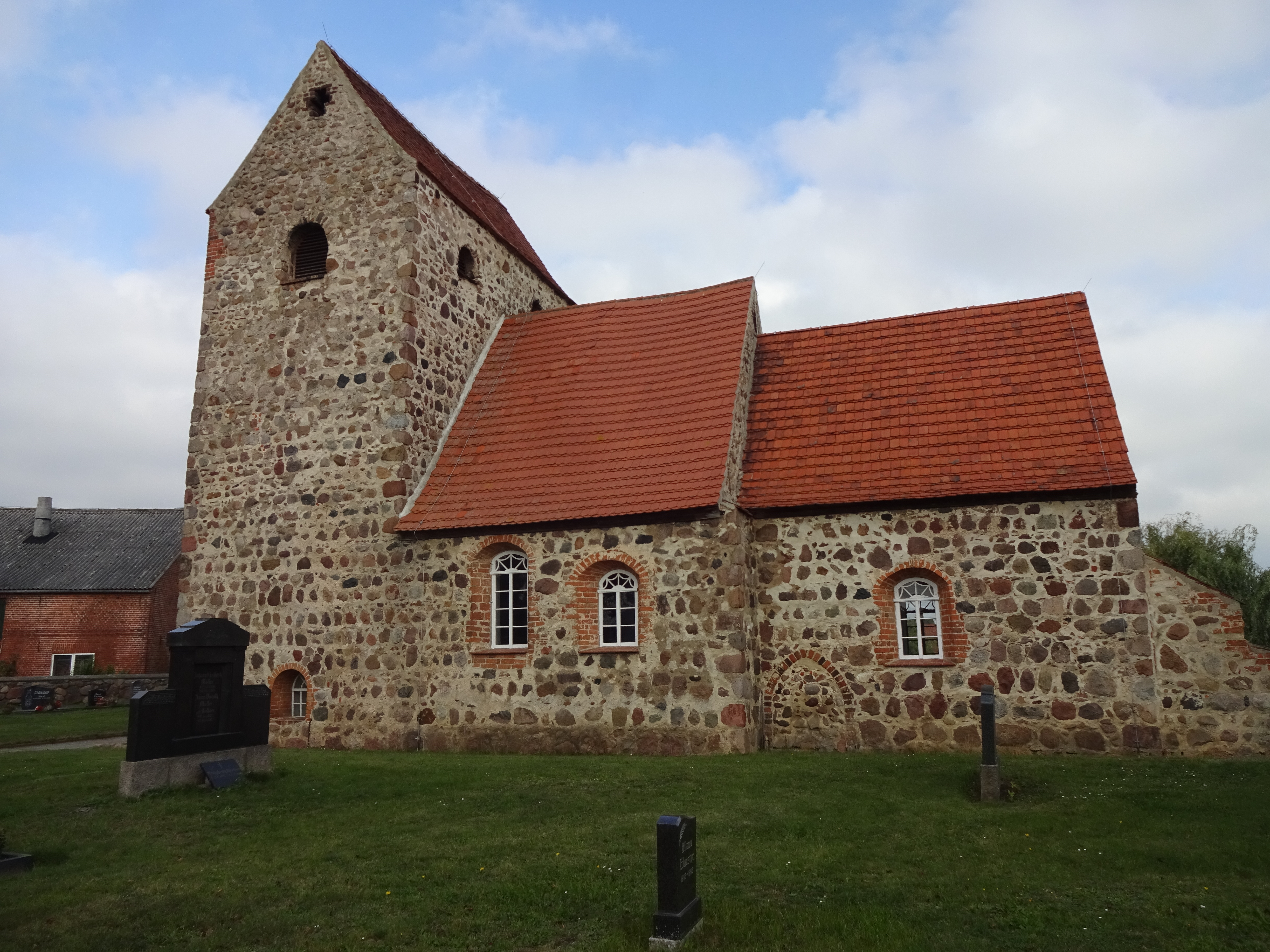
Dorfkirche Dessau

Die evangelische Dorfkirche Dessau ist eine spätromanische Saalkirche im Ortsteil Dessau von Arendsee (Altmark) im Altmarkkreis Salzwedel in Sachsen-Anhalt. Sie gehört zum Pfarrbereich Kleinau im Kirchenkreis Stendal der Evangelischen Kirche in Mitteldeutschland (EKMD).

## Geschichte und Architektur
Die Kirche ist ein Feldsteinbauwerk aus querrechteckigem Schiff, eingezogenem, gerade geschlossenem Chor und gedrungenem Westquerturm aus der Mitte des 13. Jahrhunderts. Die Schallöffnungen sind rundbogig, das mehrfach abgestufte Westportal und die vermauerte Priesterpforte demgegenüber spitzbogig aus Backstein gemauert. Die letzte Restaurierung erfolgte im Jahr 1991.
Im Innern sind Turm und Schiff durch eine große, vermutlich nachträglich erweiterte Spitzbogenöffnung miteinander verbunden, in die eine hölzerne Westempore eingebaut ist. Spitzbogig sind auch der Triumphbogen und die Schildflächen des tief ansetzenden Chorgewölbes, dessen Kappen aus Feldstein und dessen Wulstrippen aus Backstein gebildet sind.

## Ausstattung
Ein hölzerner Kanzelkorb ist mit Gemälden der Evangelisten und biblischer Darstellungen aus der Zeit um 1700 verziert. Außerdem werden 13 Schnitzfiguren aus unterschiedlichen Zusammenhängen sowie eine kleine Muttergottes aus dem zweiten Viertel des 15. Jahrhunderts aufbewahrt. Der Altarkruzifixus stammt möglicherweise aus der Mitte des 15. Jahrhunderts, eine zierliche Figur des heiligen Georg aus der Zeit um 1480. Acht kleine Heiligenfiguren stammen vermutlich aus den Flügeln eines Schnitzaltars und sind im letzten Viertel des 15. Jahrhunderts entstanden, aus der gleichen Zeit stammen eine Muttergottes auf der Mondsichel und eine künstlerisch wertvolle Anna selbdritt aus dem zweiten Viertel des 16. Jahrhunderts.
Ein rundbogiges Kirchhofportal aus Backstein vom Anfang des 16. Jahrhunderts zeigt in den Zwickeln Lichtnischen, der obere Abschluss wird durch Putzfries und Zinnen gebildet.